# Гертл, Ян
Ян Гертл (чеш. Jan Hertl; 23 июня 1929 — 14 мая 1996) — чехословацкий футболист.

## Карьера

### Клубная
Выступал за свою карьеру за пражские команды «Дукла», «Спарта» и «Моторлет». В составе «Спарты» выиграл чемпионат страны 1952 года, в составе «Дуклы» ему это удавалось сделать в 1953 и 1956 годах.

### В сборной
В сборной провёл 23 игры, забил 1 гол. Дебютировал 14 сентября 1952 в матче против Польши (2:2). Сыграл на чемпионатах мира 1954 и 1958 годов, проведя две игры на первом турнире против Уругвая (0:2) и Австрии (0:5) и сыграв одну игру на втором турнире против Северной Ирландии (0:1).